# Helen Broms Sandberg
Maria Helen Broms Sandberg, född 8 maj 1961 i Stockholm, är en svensk målare, tecknare och skulptör.

## Biografi
Helen Broms Sandberg är dotter till konstnärerna Ragnar Sandberg och Birgit Broms samt dotterdotter till Uno Broms. Hon utbildade sig i måleri på Kungliga Konsthögskolan i Stockholm 1984-1990 och var gäststudent på Accademia di Belle Arti di Venezia 1986-1987. Helen Broms Sandberg är mest uppmärksammad för sina fotografiska porträtt och videoinstallationer men arbetar även med måleri, teckning och skulptur. 2003 fick hon stipendium från Konung Gustaf VI Adolfs fond för svensk kultur.

## Utställningar
Helen Broms Sandbergs fotografi och videoinstallationer har visats i separat och grupputställningar på museer och konstinstitutioner innefattande:
- Kulturhuset, Stockholm
- Museo d'Arte Moderna, Bologna
- Museum Moderner Kunst, Wien
- Palazzo Farnese, Caprarola
- Museo Nazionale di Castel S. Angelo, Rom
- Moderna Museet, Stockholm
- Livrustkammaren,  Stockholm
- Kungliga Konstakademien, Stockholm
- Museo di Castel dell'Ovo, Neapel
- Nationalmuseum, Stockholm
- Turku Art Museum, Åbo
- Göteborgs Konstmuseum, Göteborg
- Nordic Institute of Contemporary Art, Helsingfors
- Lunds konsthall, Lund

Hon hade sin första separatutställning på Galleri Nordanstad-Skarstedt i Stockholm 1992. 

## Offentliga verk
- From a Surrogate Soil II, SL konst,  Husby tunnelbanestation 1994[1]
- Body/Shadow, Grimslövs Folkhögskola, Alvesta 1993